# Packard Humanities Institute
Il Packard Humanities Institute è una fondazione senza scopo di lucro, creata nel 1987 e con sede a Los Altos, in California, che finanzia progetti concernenti la conservazione di beni storici nei settori dell'archeologia, della epigrafia, della musica e del cinema con l'obiettivo di creare strumenti per la ricerca di base nelle discipline umanistiche.

## Storia
Negli anni la fondazione ha creato banche dati di letteratura latina, testi biblici, testi in arabo e copto, papiri e iscrizioni della Grecia antica,. Ha creato anche database relativi ai padri fondatori degli Stati Uniti e anche letteratura persiana con relativa traduzione. Finanzia anche progetti esterni come il Dictionary of Medieval Latin from British Sources e la collezione di opere complete di Carl Philipp Emanuel Bach.
La fondazione si occupa anche dell'educazione precoce dei bambini. L'istituto è indipendente dalla David and Lucile Packard Foundation e non è associato in alcun modo ad alcuna fondazione della Hewlett-Packard Company.

## Attività

### Gli scavi archeologici di Ercolano
La Fondazione opera dal 2001 all’interno del sito archeologico di Ercolano, sostenendo e integrando l’attività della Soprintendenza Archeologica con un programma di attività, che prende il nome di “Herculaneum Conservation Project” (HCP). Il progetto è stato ideato per proteggere, valorizzare e gestire il sito e promuovere la sua relazione con il territorio che lo circonda, ad opera di un team composto da funzionari pubblici dell'Ente di tutela e da specialisti dei Beni Culturali, provenienti da diversi Paesi, che lavorano insieme durante l'intero arco dell'anno.
“Herculaneum, Storie Sepolte” è un percorso guidato nell’antica città, proposto nel 2013, che ha mescolato il reale e il virtuale attraverso una proiezione in 3D dell’eruzione del Vesuvio, realizzata grazie alla collaborazione con il Museo archeologico virtuale (MAV),  e la visita del sito attraverso percorsi sensoriali e luminosi. Nel settembre 2016 la società della Regione Campania “Scabec” ha promosso un programma di rilancio per vari siti, tra cui quello degli Scavi di Ercolano. Il progetto è stato caratterizzato da visite notturne presso il Parco, denominate “Le notti di Plinio, le ultime ore di Herculaneum” attraverso suggestivi percorsi illuminati.
Il 16 maggio 2017 è stato inaugurato il percorso "Maiuri pop up" della durata di un anno che il 16 maggio 2018 è terminato con un evento presso il Parco Archeologico di Ercolano nel quale sarà aperta la mostra Expanded Interiors a cura dell'artista Catrin Huber, nella Casa del Bel Cortile (16 maggio 2018 - Gennaio 2019). Il progetto Expanded Interiors di Huber, in linea con Maiuri, va ad evidenziare la possibile continuità tra l'arte contemporanea e il mondo antico della Casa di Bel Cortile. Il primo evento della serie è stata la riapertura al pubblico della Bottega Romana del Plumbarius, un’officina al centro dell’antica città romana. Sugli scaffali della bottega sono state esposte copie degli strumenti ritrovati, tra cui una serie di pesi in pietra e in piombo originali che ancora riportano il marchio del loro costruttore; oltre ciò è presente una statua di Bacco e un candelabro con quattro bracci. Nell’allestimento dei “pop up” sono stati coinvolti studenti universitari in un laboratorio di scansione laser, teso a produrre copie fedeli dei reperti antichi. A tal proposito vi è stato l’ausilio di “Expanded Interiors”, condotto dalla Newcastle University, grazie alla quale è stato possibile sperimentare in situ nuove tecnologie per le repliche di artefatti antichi. Al progetto hanno partecipato sia gli studenti dell'Accademia delle Belle Arti” di Napoli sia studenti liceali della cittadina di Ercolano.
Partita nel dicembre del 2018, “SplendOri: il lusso negli ornamenti ad Ercolano” è la prima grande mostra del Parco Archeologico di Ercolano all’interno dell’Antiquarium che “completa” idealmente la tradizionale visita al sito, consentendo ai visitatori una “immersione” nella vita quotidiana della città, attraverso l’allestimento di una collezione di circa 200 monili, preziosi, utensili di uso personale e quotidiano, molti recuperati sull'Antica Spiaggia, ritrovati presso gli scheletri degli abitanti. Nel marzo 2019 è stato reso nuovamente accessibile il percorso sotterraneo di visita al Teatro Antico di Ercolano, che si trova a circa 26 metri di profondità sotto la città moderna.
“Close up cantieri”, avviato nel 2018, è un’iniziativa che coinvolge i turisti nel quotidiano lavoro di conservazione e manutenzione svolto dallo staff del Parco, nata con il fine di permettere ai visitatori una fruizione sempre più consapevole del sito: essi vengono condotti all’interno delle domus, per osservare in diretta il lavoro di restauro e manutenzione che si svolge nei cantieri dell’antica città.
“Enjoy Ercolano”, iniziativa del maggio 2020, ha avuto l’obiettivo di sviluppare un legame più profondo e diretto tra la comunità cittadina di Ercolano e il suo patrimonio culturale, attraverso un sondaggio rivolto ai cittadini di Ercolano su come apporre dei concreti miglioramenti al parco.
Dal 9 settembre al 16 ottobre 2021 si è svolta la rassegna “Ozi di Ercole. Materia e corpi tra antico e moderno”. Motivo conduttore del ciclo è stata la cultura materiale, indagata nei suoi aspetti antropologici, storici e filosofici.

### National Audio-Visual Conservation Center
Nel 1997, con l'approvazione del Congresso degli Stati Uniti, la fondazione ha acquistato l'ex struttura di stoccaggio ad alta sicurezza gestita dal Federal Reserve Board. La struttura si trova all'interno di Mount Pony a Culpeper, in Virginia. Con il Congresso e la Biblioteca del Congresso, la struttura è stata trasformata nel National Audio-Visual Conservation Center, completato a metà del 2007 e chiamato Packard Campus (PCAVC). La "Library of Congress Packard Campus for Audio Visual Conservation" è una struttura finanziata, come dono alla nazione, dal Packard Humanities Institute. Il Packard Campus è il sito in cui la biblioteca della nazione acquisisce, conserva e fornisce l'accesso alla più grande e completa raccolta al mondo di film, programmi televisivi, trasmissioni radiofoniche e registrazioni audio. Il Packard Campus ospita quasi 7 milioni di elementi multimediali.

### Restauro di storici teatri

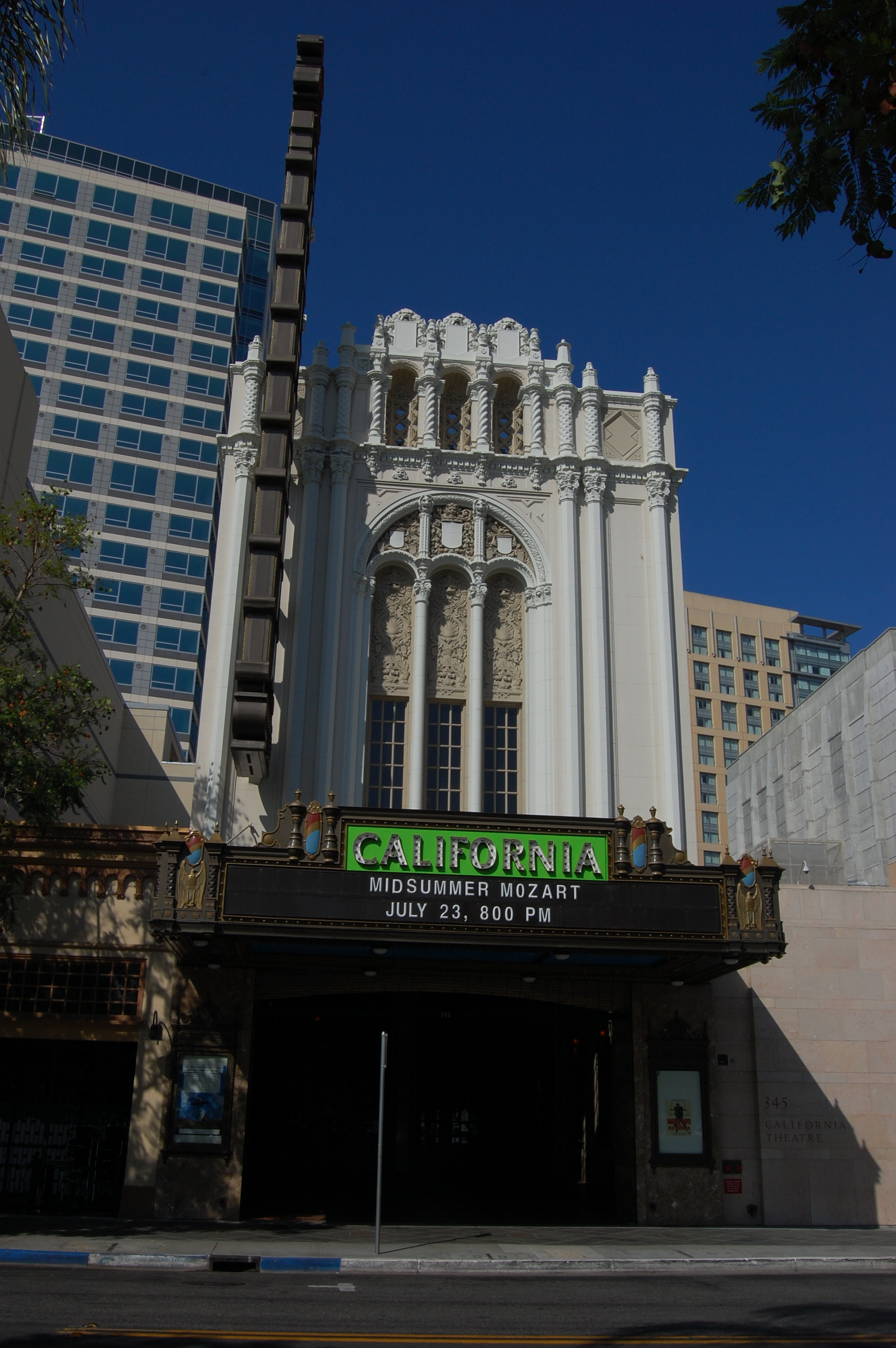
The historic California Theatre, (Fox Theatre)

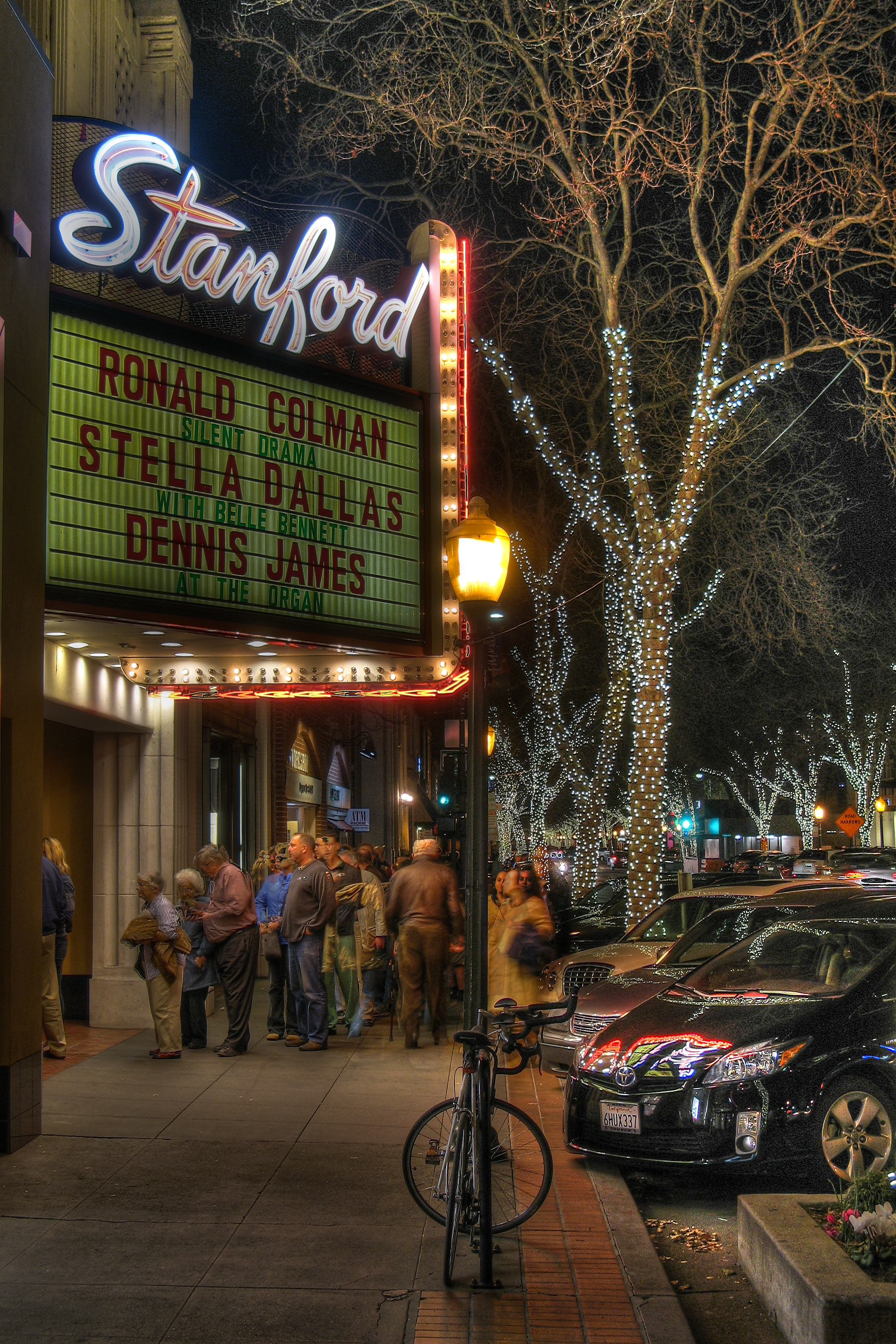
Stanford Theatre, Palo Alto California

La fondazione ha finanziato il restauro di due teatri storici:
- San Jose, California Fox Theatres. Costruito nel 1927 e chiuso nel 1973, nel 2004 è stato resatuato e riaperto grazie all'intervento della Fondazione e ora è la nuova sede dell'Opera San José.[[9][10]
- Stanford Theatre. Progettato dagli architetti Weeks and Day, il teatro è stato originariamente aperto nel 1925. Nel 1987 è stato acquistato e restaurato dalla David and Lucile Packard Foundation. Attualmente è gestito dalla Stanford Theatre Foundation, guidata da David Woodley Packard.

## Packard Humanities Institute Collection
Dal 2010, la Collezione Packard Humanities Institute è conservata presso l'Academy Film Archive. Questa raccolta è la più grande raccolta conosciuta di trailer cinematografici su pellicola, composto da oltre 60.000 trailer, pubblicità, trailer teatrali, estratti di film, spot televisivi e annunci di servizio pubblico